# Sermon sur la montagne

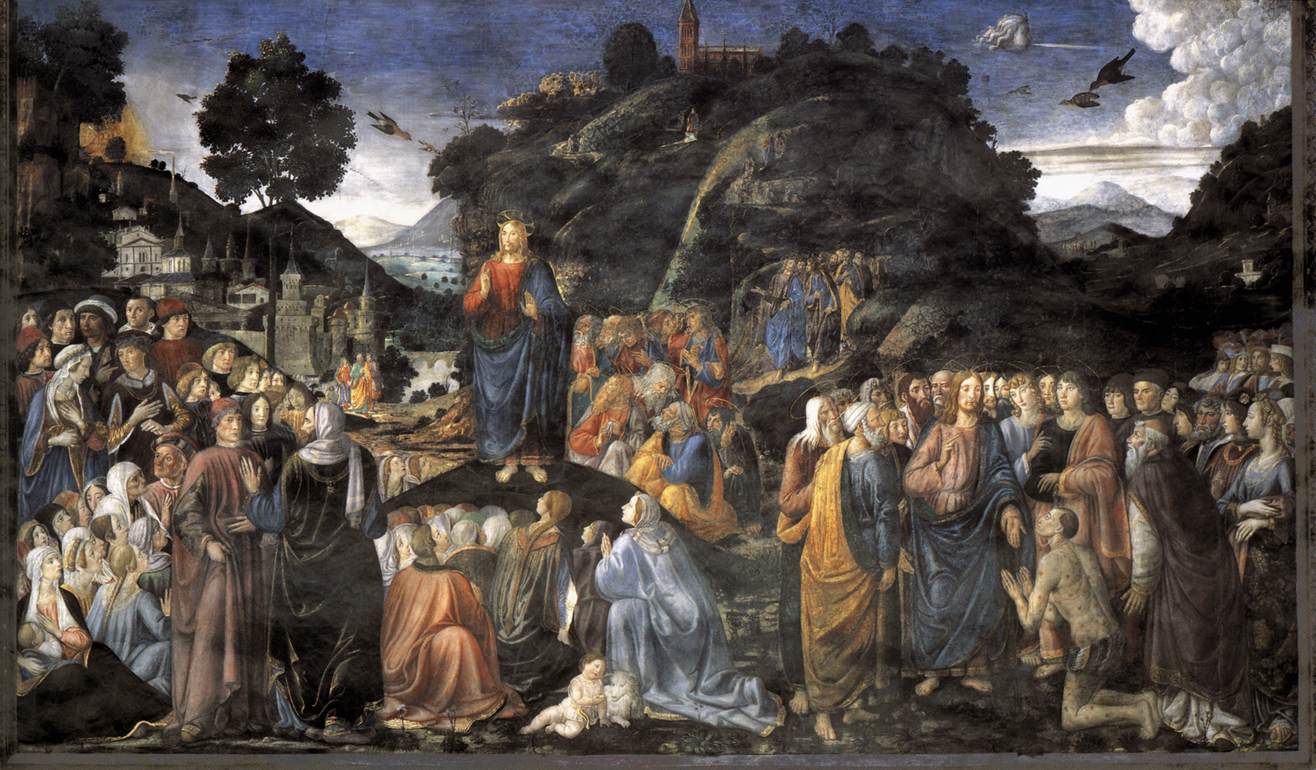
Le Sermon sur la montagne, par Cosimo Rosselli, chapelle Sixtine.

Le Sermon sur la montagne, ou Discours sur la montagne (du titre latin porté par ce passage dans la Vulgate, Sermo in Monte) est un discours adressé par Jésus-Christ à ses disciples ainsi qu'à une large foule, rapporté dans l'Évangile selon Matthieu aux chapitres 5, 6 et 7.
Jésus l'aurait prononcé au début de son ministère, peu après son baptême par Jean le Baptiste, du haut d'une montagne près du lac de Tibériade surplombant Génézareth, non loin de Capharnaüm. Ce discours, qui porte sur l'éthique, est le plus long enseignement oral du Nouveau Testament. Il comporte notamment les Béatitudes et la prière du Notre Père.

## Le Sermon dans les Évangiles
Le Sermon sur la montagne se compare au « Sermon dans la plaine », similaire, mais plus succinct, rapporté dans l'Évangile selon Luc. Le théologien Bart D. Ehrman pense qu'il s'agit du même sermon, d'autres, que Jésus a tenu des propos identiques dans plusieurs circonstances, d'autres encore, qu'aucun des deux sermons n'a eu véritablement lieu et qu'ils sont plutôt des combinaisons des enseignements de Jésus rassemblés par Matthieu et Luc.
La portion des Béatitudes se trouve au début. Le sermon contient aussi la prière du Notre Père et les injonctions contre la Loi du talion« Ne résistez pas à celui qui vous veut du mal » et « si quelqu'un te gifle sur la joue droite, tends-lui aussi l'autre », ainsi que la version de Jésus de la Règle d'or qui constitue le « grand commandement » du judaïsme, formulé dans le Lévitique (Lv 19,18) : « Tu aimeras ton prochain comme toi-même. »
Jésus fait également référence au « sel de la terre », à « la lumière du monde ». L'expression « lumière du monde » revient dans l’Évangile de Jean (8-12), où Jésus se désigne lui-même.
La phrase « Ne condamnez pas les autres, pour ne pas être vous-mêmes condamnés » est une exhortation à ne pas juger son prochain avant de se juger soi-même. Ainsi, Jésus poursuit en disant « Pourquoi vois-tu la paille qui est dans l'œil de ton frère et n'aperçois-tu pas la poutre qui est dans ton œil à toi ! ». Cette expression est restée dans la langue française.
Le troisième verset a donné lieu à plusieurs versions différentes, les traducteurs hésitant entre les expressions « pauvres d'esprit », « pauvres en esprit », « pauvre de cœur », « pauvre par l'esprit ». Les seules autres mentions des « pauvres en esprit » se trouvent à plusieurs reprises dans les manuscrits de la mer Morte. « Par cette expression ne sont nullement visés les simples d'esprit, mais les humbles, les observants de la Loi qui vivent sous la mouvance de l'Esprit. »
On connaît dans la Bible certaines « béatitudes » isolées, ou groupées par deux ou trois, rarement quatre. Une série de huit béatitudes se trouve dans le Siracide « construite suivant un procédé poétique obéissant à des règles précises pour ce genre littéraire (Si 14, 20-27). » Le même procédé s'applique à l'un des manuscrits de la mer Morte provenant de la grotte 4 (4Q525 2 II). Le texte de l'évangile selon Matthieu présente une structure reposant sur le même procédé. Toutefois, écrit Émile Puech, il s'en distingue par une « nouveauté totale » : la mention du Royaume, « proclamé par ce discours inaugural, auquel répondra le dernier discours (Mt 25,31-46) ».

### Versets bibliques
1. ↑  De Mt 5. 1 à Mt 7. 28
2. ↑  Lc 6:17–49
3. ↑  Mt 5. 38
4. 1 2  Mt 5. 39
5. ↑  Mt 5. 13
6. ↑  Mt 5. 14
7. ↑  Mt 7. 1
8. ↑  Mt 7. 3

## Annexe